# Luis de la Vega
Luis de la Vega Leija (San Luis Potosí, 23 de junio de 1914 - Tijuana, 19 de septiembre de 1974) fue un  jugador de baloncesto mexicano. Fue medalla de bronce con México en los Juegos Olímpicos de Berlín de 1936.